# Autopoiesis

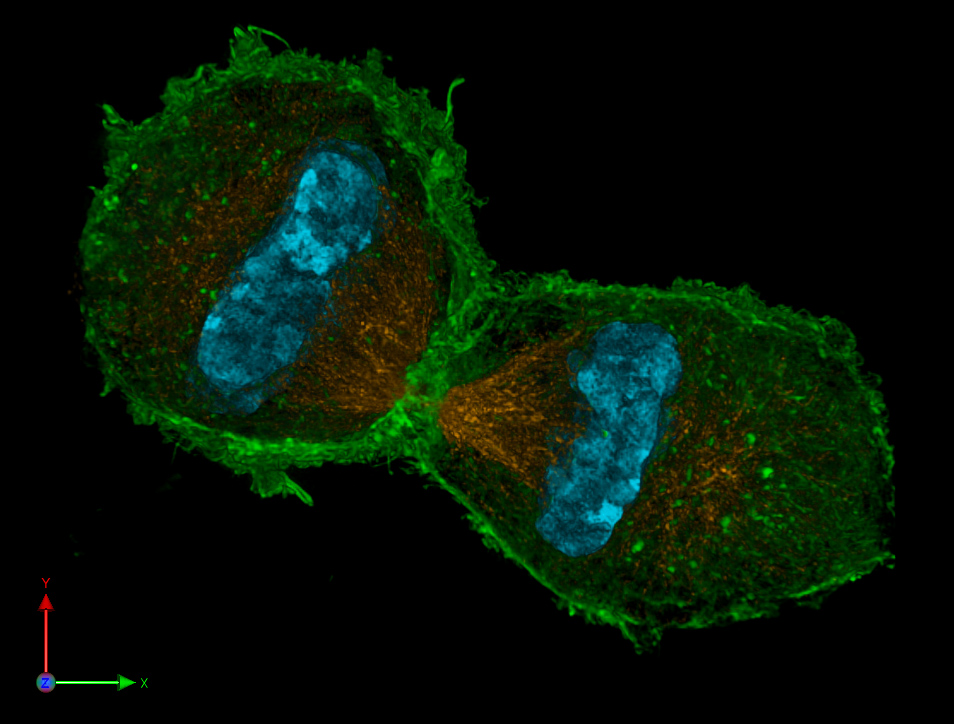
Representación 3D de una célula viva durante el proceso de mitosis, ejemplo de sistema autopoyético.

La autopoiesis o autopoyesis (del griego: auto, ποίησις [auto, poiesis] ‘a sí mismo; creación, producción’) es un neologismo que designa la cualidad de un sistema molecular capaz de reproducirse y mantenerse por sí mismo. Fue propuesto por los biólogos chilenos Humberto Maturana y Francisco Varela en 1972 para definir la química de automantenimiento de las células vivas. Una descripción breve sería decir que la autopoiesis es la condición de existencia de los seres vivos en la continua producción de sí mismos.

## Definición
La definición original al concepto de autopoiesis se puede encontrar en De máquinas y seres vivos (1972):

Una máquina autopoiética es una máquina organizada (definida como una unidad) como una red de procesos de producción (transformación y destrucción) de componentes que: (i) a través de sus interacciones y transformaciones continuamente regeneran y realizan  la red de procesos (las relaciones) que los han producido, y (ii) la constituyen (la máquina) como una unidad concreta en el espacio en el que ellos (los componentes) existen especificando el dominio topológico de su realización como tal de una red. (pág. 78)
[...] el espacio definido por un sistema autopoiético es autocontenido y no se puede describir mediante el uso de dimensiones que definen otro espacio. No obstante, cuando nos referimos a nuestras interacciones con un sistema autopoiético concreto, proyectamos este sistema en el espacio de nuestras manipulaciones y hacemos una descripción de esta proyección. (pág. 89)

Desde entonces el concepto ha sido también aplicado en los campos de la teoría de sistemas y la sociología, como por ejemplo por el sociólogo alemán Niklas Luhmann.

## Maturana y Varela
Según Maturana y Varela, son autopoiéticos los sistemas que presentan una red de procesos u operaciones (que los definen como tales y los hacen distinguibles de los demás sistemas), y que pueden crear o destruir elementos del mismo sistema, como respuesta a las perturbaciones del medio. Aunque el sistema cambie estructuralmente, dicha red permanece invariante durante toda su existencia, manteniendo la identidad de este. Los seres vivos son en particular sistemas autopoiéticos moleculares, y están vivos solo mientras están en autopoiesis.

Los seres vivos son redes de producciones moleculares en las que las moléculas producidas generan con sus interacciones la misma red que las produce.
Maturana: Transformación en la convivencia.

Esta propiedad de los sistemas de producirse a sí mismos es la autopoiesis y define el «acoplamiento» de un sistema a su entorno. A su vez, a partir de esta definición Varela ve la ventaja de poder proporcionar ciertos criterios de validación para sostener que nos encontramos frente a un sistema autopoiético, y que se pueden resumir en tres: 
1. Borde semipermeable: Verifique que el sistema se define por un límite o borde semipermeable constituido por componentes moleculares que permite discriminar entre el interior y el exterior del sistema en relación con los componentes relevantes del sistema. Si es así, proceda con el criterio 2.
2. Red de reacciones: Verifique que los componentes de la barrera son producto de una red de reacciones que opera al interior de la barrera. Si la respuesta es afirmativa, proceda con el criterio 3.
3. Interdependencia: Verifique que la red de reacciones es regenerada por condiciones producidas por la existencia de la misma barrera, es decir, que 1 y 2 son interdependientes. Si es así, el sistema es autopoiético.

Para Maturana, la autopoiesis es la propiedad básica de los seres vivos, puesto que son sistemas determinados en su estructura, es decir, son sistemas tales que cuando algo externo incide sobre ellos, los efectos dependen de ellos mismos, de su estructura en ese instante, y no de lo externo. Los seres vivos son autónomos, en los que su autonomía se da en su autorreferencia y son sistemas cerrados en su dinámica de constitución como sistemas en continua producción de sí mismos.
Aunque un sistema autopoiético se mantenga en desequilibrio, es capaz de conservar una consistencia estructural absorbiendo permanentemente la energía de su medio. Al igual que la célula y los seres vivos, los sistemas autopoiéticos tienen la capacidad de conservar la unión de sus partes e interactuar con ellas. Los sistemas autopoiéticos son autónomos, lo cual los hace un sistema cerrado, que se autorregula continuamente. Estos se constituyen de una red de procesos que logran transformar componentes pero en los que el mismo sistema maneja su identidad con relación al entorno. La autopoiesis designa la manera en que los sistemas mantienen su identidad gracias a procesos internos en que autorreproducen sus propios componentes. 
Estos sistemas están abiertos a su medio porque intercambian materia y energía pero simultáneamente se mantienen cerrados operacionalmente, pues sus operaciones son las que los distinguen del entorno. No obstante, son autónomos en sus operaciones debido a la capacidad que tiene cada sistema de reaccionar y amoldarse según los estímulos que inciden desde el medio.
La muerte de un ser vivo por ejemplo puede ser considerada como la disrupción de la autopoiesis ya que la pérdida de las constantes vitales puede resultar de mecanismos interruptores endógenos o exógenos. En cualquiera de los dos casos, el sistema autopoiético no puede compensar más los efectos disfuncionales de esos mecanismos; lo apropiado es que sí los pueda compensar.
Este enfoque de Maturana es sistémico, pues explica los sistemas vivos por la convergencia y no por las propiedades en sus componentes.

Nuestro enfoque será mecanicista: no se aducirán fuerzas ni principios que no se encuentren en el universo físico. No obstante, nuestro problema es la organización de lo vivo y, por ende, lo que nos interesa no son las propiedades de sus componentes, sino los procesos y relaciones entre procesos realizados por medio de componentes.
Maturana: De máquinas y seres vivos, autopoiesis de la organización de lo vivo.

## Niklas Luhmann
Luhmann ha utilizado la autopoiesis para presentar un nuevo paradigma teórico: el de los sistemas autopoiéticos como producto de una reflexión interdisciplinaria sobre los exitosos desarrollos de otras disciplinas. La aplicación del concepto de autopoiesis a los sistemas sociales implica que el que se da carácter autorreferencial de estos sistemas no se restringe al plano de sus estructuras sino que incluyen sus elementos y sus componentes es decir, que él mismo construye los elementos de los que consiste.
La intención de Luhmann es buscar muchas cosas equivalentes funcionales a la integración normativa para dar solución al problema que afecta la autoorganización y la autoproducción de las sociedades en contextos de contingencia y riesgo. En ese aspecto introduce el nuevo paradigma autopoiético constituido en torno a la distinción entre sistema y entorno como condición de posibilidad para el sostenimiento del límite, el cual permite las operaciones autorreferenciales. 
Sin embargo de lo que vemos desde el punto de vista de la teoría de los sistemas, la aplicación del concepto de autopoiesis a los fenómenos sociales ha dado lugar a una importante disputa entre Maturana, Varela y Luhmann. 

Si lo que hace a un ser vivo es ser un sistema autopoiético molecular, lo que hace al sistema social, no puede de ninguna manera ser lo mismo, en tanto el sistema social surge como sistema distinto del sistema vivo al surgir en la distinción como sistema social, aun cuando su realización implique el vivir de los seres vivos que le dan origen.
Maturana: De Máquinas y seres vivos, autopoiesis de la organización de lo vivo.

No obstante, autores como José María García, también muestran lo que a su juicio, constituyen los principales aportes del paradigma autopoiético a la teoría sociológica. 
Con el devenir de la teoría autopoiética desde que fue formulada, la relación entre Humberto Maturana y Francisco Varela (que fue alumno suyo), se fue mermando poco a poco. Francisco Varela no estuvo de acuerdo con las proyecciones de la teoría autopoiética más allá del ámbito de lo estrictamente biológico, con las que cada vez más Humberto Maturana fue colaborando y apoyando realizando trabajos interdisciplinarios tal y como se refleja en toda su obra. No en vano, se recalca en uno de los últimos prólogos de su primera obra "De máquinas y seres vivos, autopoiesis y la organización de lo vivo", que esta proyección siempre será fructífera si está relacionada con el operar del sistema nervioso y de los fundamentos de la comunicación humana:

…después de todos estos años mi conclusión es que una extensión a niveles «superiores» no es fructífera y que debe ser dejada de lado, aun para caracterizar un organismo multicelular. Por el contrario, el ligar la autopoiesis como una opción epistemológica más allá de la vida celular, al operar del sistema nervioso y de los fundamentos de la comunicación humana, es claramente fructífero.
Varela: De máquinas y seres vivos: autopoiesis de la organización de lo vivo.